# Concours international de chefs d'orchestre Grzegorz-Fitelberg

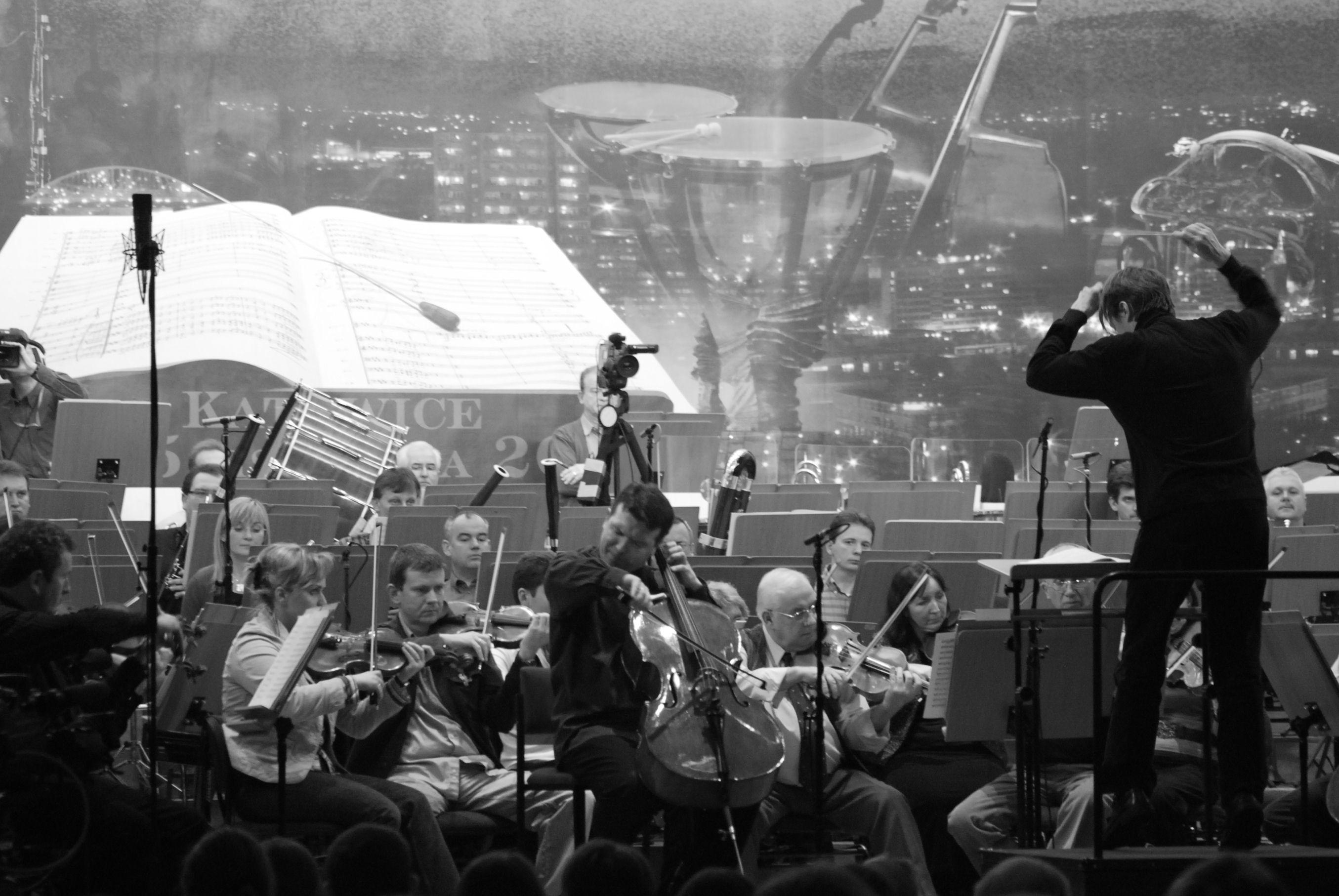
Sasha Mäkilä lors de la 8e édition à Katowice.

Le Concours international de chefs d'orchestre Grzegorz-Fitelberg est un concours international de chefs d'orchestre qui se déroule tous les quatre ans (cinq à présent) dans la ville de Katowice en Pologne.

## Présentation générale
Le Concours international de chefs d'orchestre est à l'initiative de Karol Stryja, et fut instauré en 1979. Il fut appelé ainsi en l'honneur du centième anniversaire de la naissance du chef d'orchestre polonais Grzegorz Fitelberg (1879-1953). 
Les prix sont attribués selon le classement en médailles.
- Médaille d'or : 25 000 euros
- Médaille d'argent : 20 000 euros
- Médaille de bronze : 15 000 euros

## Palmarès des lauréats
En 1979, pour le premier Prix, la médaille d'or fut attribuée au chef allemand Claus Peter Flor.
- 1979 - 1re édition :

1. Claus Peter Flor,  Allemagne (1er prix) ;
2. Uri Mayer (en) (2e prix) ;

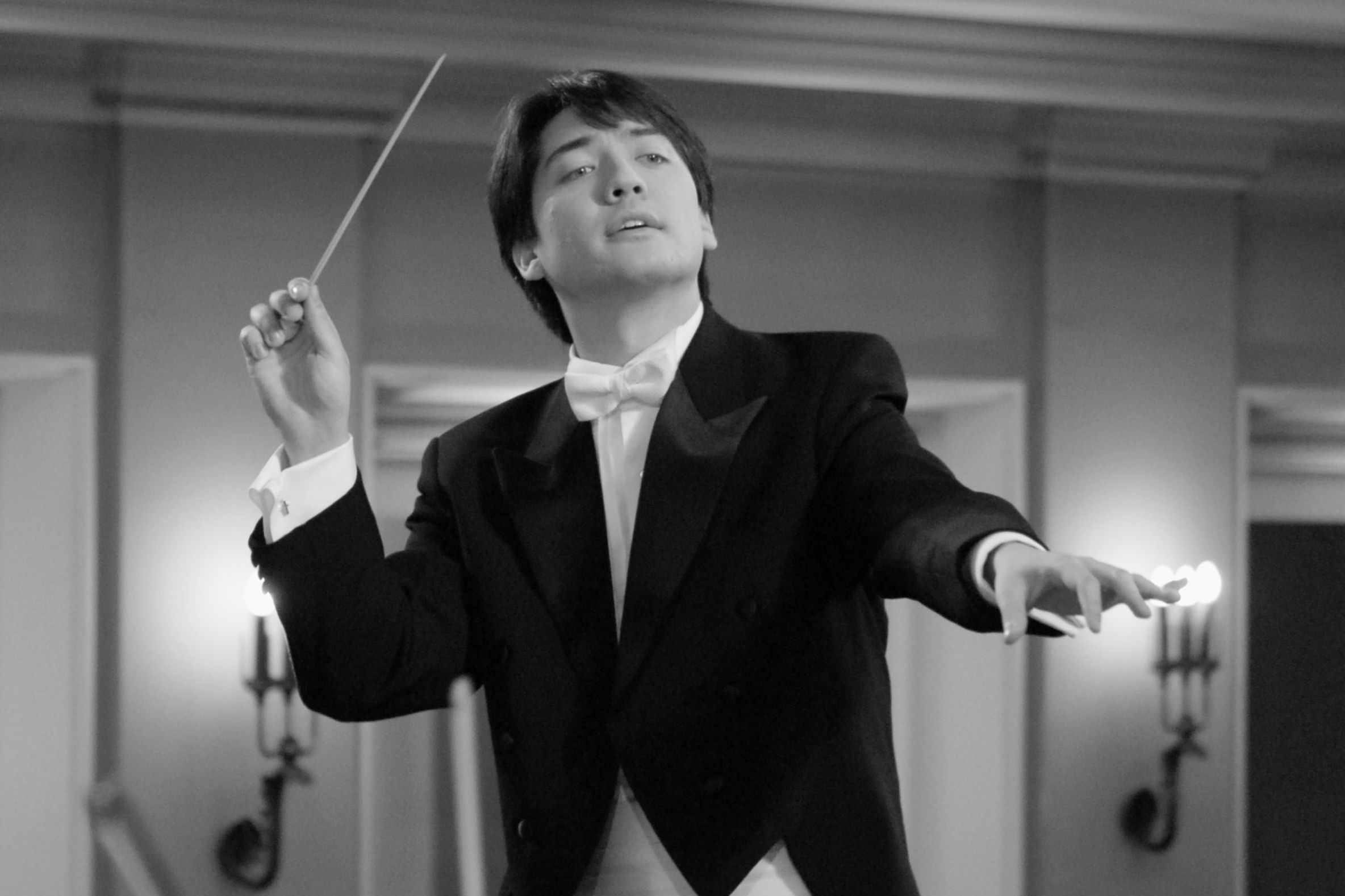
Eugene Tzigane lors de l'édition 2007

3. Tadeusz Marian Wojciechowski (3e prix).

- 1983 - 2e édition :

1. Chikara Imamura,  Japon (1er prix) ;
2. Anton Zapf ;
3. Andreas Weiss.

- 1987 - 3e édition :

1. Michael Zilm,  Allemagne (1er prix) ;
2. Patrick Fournillier,  France ;
3. Robert Ziegler.

- 1991 - 4e édition :

1. Makoto Suehiro,  Japon (1er prix) ;
2. Shin-ik Hahm et Jin Wang ;
3. Christoph Campestrini (en).

- 1995 - 5e édition :

1. Victoria Zhadko,  Ukraine (1er prix) ;
2. Hidehiro Shindori ;
3. Achim Fiedler (en).

- 1999 - 6e édition :

1. Massimiliano Caldi,  Italie (1er prix) ;
2. Tomáš Hanus ;
3. Stephen Ellery et Charles Olivieri-Munroe.

- 2003 - 7e édition :

1. ex aequo Aleksandar Marković,  Serbie et Modestas Pitrėnas (lt),  Lituanie (1er prix) ;
2. non décerné ;
3. Marko Ivanović.

- 2007 - 8e édition :

1. Eugene Tzigane (en),  États-Unis (1er prix) ;
2. Chen Lin,  Chine ;
3. Sean Newhouse (en),  États-Unis.

- 2012 - 9e édition :

1. Daniel Smith,  Australie ;
2. Marzena Diakun,  Pologne ;
3. Azis Sadikovic (de),  Autriche.

- 2017 — 10e édition :

1. Su-Han Yang ;
2. Bar Avni ;
3. Modestas Barkauskas.

- 2023 — 11e édition :

1. Jong-Jie Yin ;
2. Sergey Simakov ;
3. Mikhail Mering.